# Safranbolu
Safranbolu es el nombre de una ciudad de Turquía y un distrito de la provincia de Karabük en la Región del Mar Negro. La ciudad se encuentra a casi cien kilómetros del norte de Ankara y a noventa de la costa del mar Negro, y a casi 9 kilómetros de la ciudad de Karabük. Debido a la cantidad de monumentos de la época del Imperio otomano la ciudad de Safranbolu recibió el título de Patrimonio de la Humanidad por la Unesco desde el año 1994.  El área protegida abarca una superficie de 341 ha. La ciudad y sus alrededores son conocidos por haber cultivado antiguamente azafrán y haber alcanzado bastante prosperidad con su comercio (siglo III a. C.). El nombre de la ciudad proviene etimológicamente del cultivo del azafrán.  

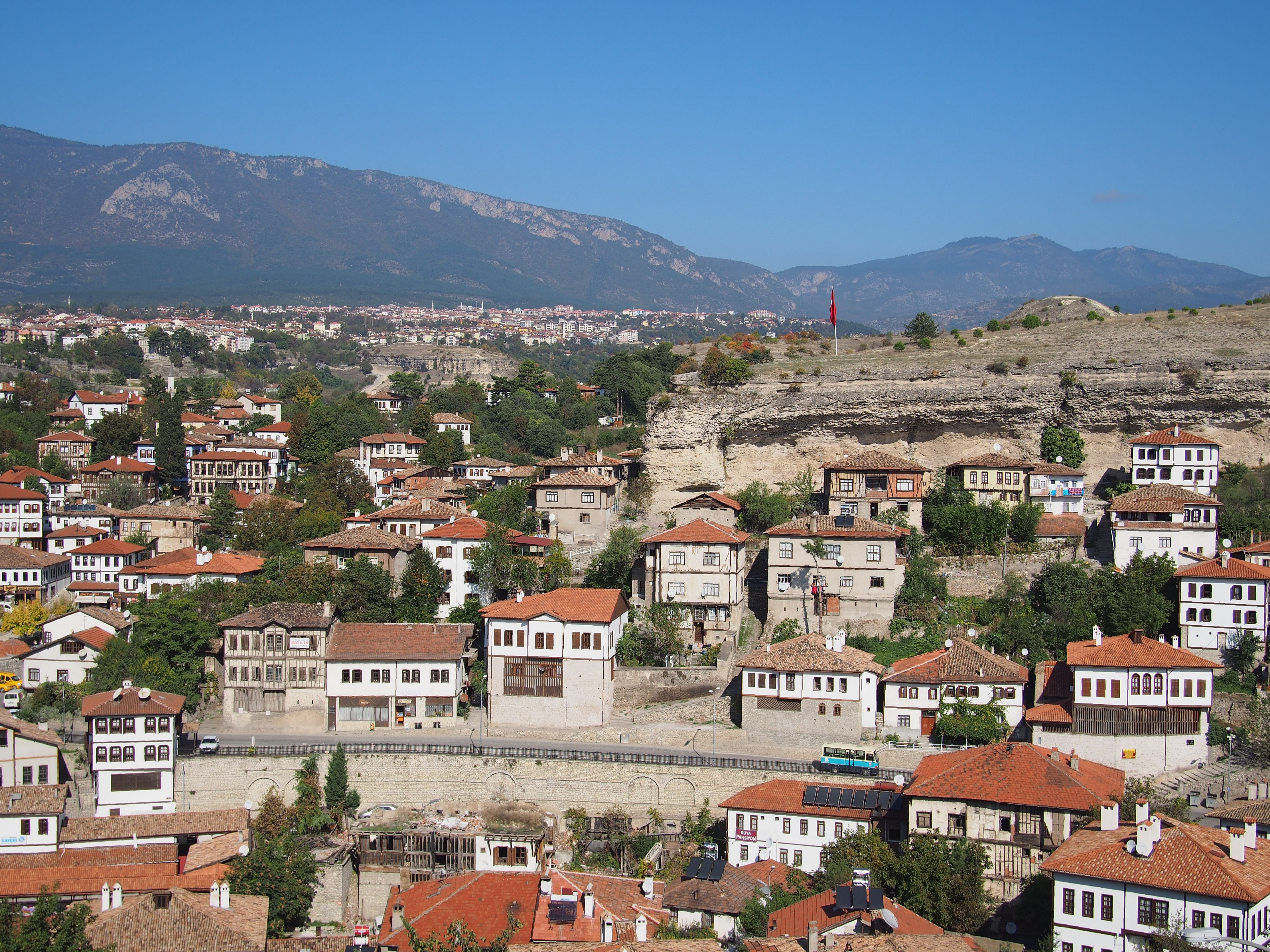
una vista general del casco histórico

## Historia
La ciudad está ubicada en la región de Paflagonia y su historia conocida se remonta al 3000 AC. Los túmulos que datan de 3000 y 4000 a. C. muestran que Safranbolu tiene una larga historia en términos de asentamientos humanos. Una de las civilizaciones más antiguas de la región es Zalpuwas que vecina de los hititas.
En la región, respectivamente, Los hititas, frigios, indirectamente lidios, persas, reinos helenísticos (estanques), romanos (bizantinos), selyúcidas, Çobanoğulları, Candaroğulları y otomanos gobernaron.
Cuando la ciudad fue conquistada por los selyúcidas, su nombre era Dadibra. La ciudad de Safranbolu fue capturada por los turcos en 1196 por Muhiddin Mesut Shah, hijo del sultán selyúcida II Kılıç Arslan.
Safranbolu quedó bajo el control otomano por primera vez a mediados del siglo XIV. Durante el Imperio Otomano alcanzó su nivel cultural y económico, especialmente en el siglo XVII, como centro de alojamiento en la ruta de las caravanas Estambul-Sinop. En el mismo período, el palacio otomano y los estadistas agregaron importantes obras a la ciudad. A partir del siglo XVIII, III. Selim y II. Con la inmigración documentada a Estambul, que continuó durante el período Mahmud y aumentó después de 1850, la gente de Safranbol comenzó a tener influencia en el palacio de imperio. La mayoría de los inmigrantes eran panaderos o marineros. Fue incluida en la Lista del Patrimonio Mundial por la UNESCO el 17 de diciembre de 1994 y recibió el título de "Ciudad Mundial". La reunión de la junta de la OCPM se celebró en 2000 en Safranbolu, que es un miembro activo de la Organización de Ciudades del Patrimonio Mundial (OCPM).

## Nativos notables
- Türker İnanoğlu, productor de cine.

## Véase también

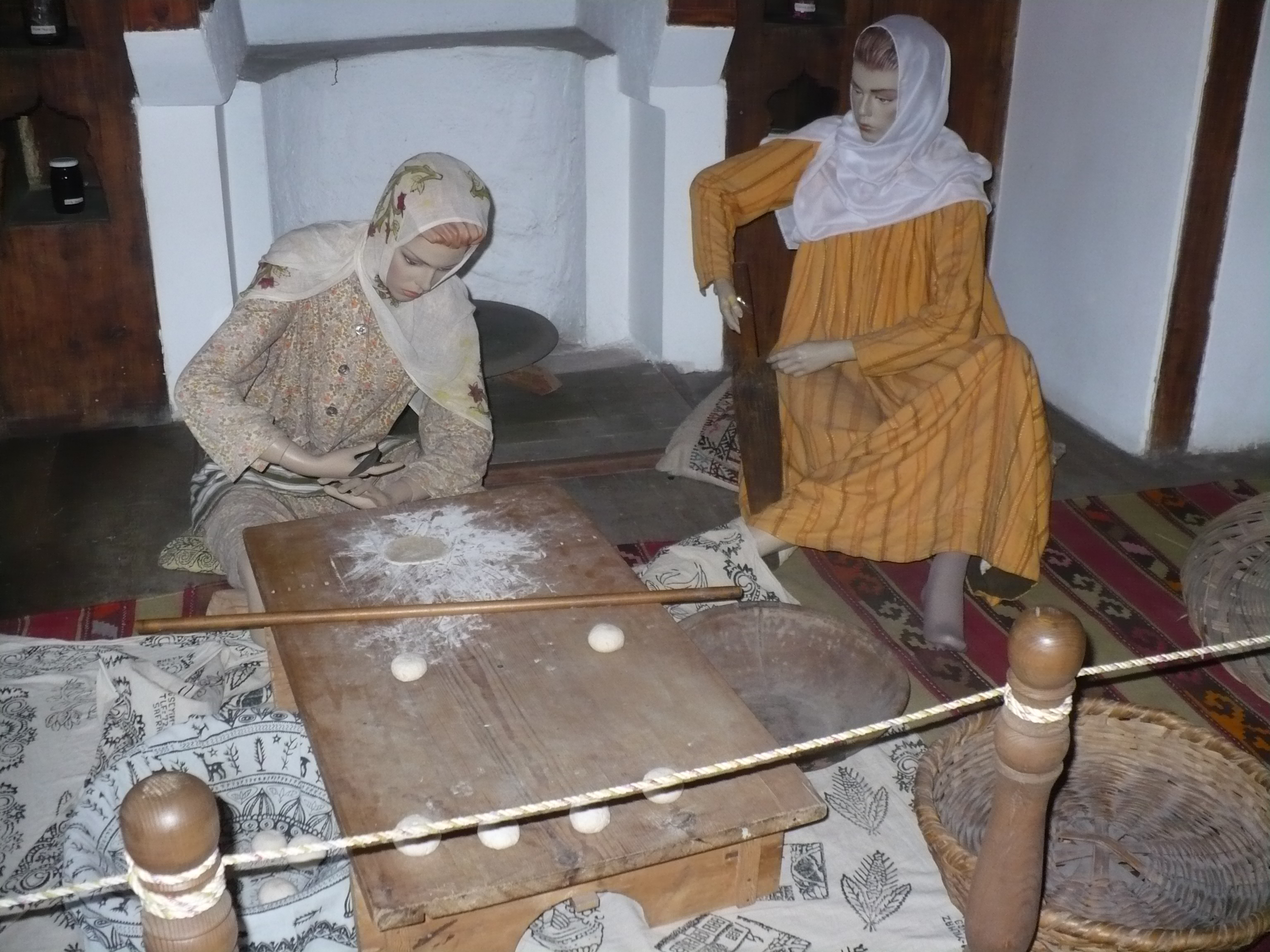
Museo de la Historia de la Ciudad en Safranbolu